# Poughkeepsie (Nova York)
Poughkeepsie és una ciutat situada al comtat de Dutchess a l'estat de Nova York. Es va establir l'any 1659 però fins al 1799 no va ser considerada una vila. El 1854 va esdevenir una ciutat. L'any 2019 tenia 30.515 habitants.

## Geografia
Poughkeepsie és una ciutat situada a les coordenades 41° 42′ 23″ N, 73° 55′ 15″ O / 41.70639°N,73.92083°O. Segons l'Oficina de Cens, la ciutat té una àrea de 15 km², dels quals 13 km² són terra i 2 km² (9,65%) són aigua.